# Виртус Ланчано
«Ви́ртус Ланча́но» (итал. Società Sportiva Virtus Lanciano 1924 SRL) — итальянский футбольный клуб из города Ланчано, выступающий в Серии B. Основан в 1920 году. Домашние матчи проводит на арене «Стадио Гвидо Бьонди», вмещающем 7 500 зрителей. «Виртус Ланчано» никогда в своей истории не поднимался в Серию А.
Лучшим достижением клуба в Серии С1 стало 4-е место в сезоне 2011/12. По итогам сезона 2011/12 команда впервые поднялась в Серию B.

## Известные игроки
- Феррейра Пинто
- Давиде Бомбардини
- Сальваторе Боккетти
- Луиджи Витале
- Даниэле Де Вецце
- Ильяс Зейтуллаев
- Дражен Болич

## Известные тренеры
- Эусебио Ди Франческо
- Франческо Морьеро